# Taciturn (U-Boot)
HMS Taciturn (Kennung: P334) war ein U-Boot der britischen Royal Navy im Zweiten Weltkrieg und danach. Das U-Boot wurde in den 1960ern von der Royal Australian Navy eingesetzt.

## Geschichte
Die Taciturn wurde am 9. März 1943 bei Vickers-Armstrong auf Kiel gelegt. Der Stapellauf fand am 7. Juni 1944 statt, die Indienststellung folgte am 8. Oktober 1944. Das U-Boot gehörte zu den Einheiten der T-Klasse, deren Druckkörper vernietet war.
Die Taciturn wurde im letzten Kriegsjahr unter dem Kommando von Lt.Cdr. Edward Talbot Stanley auf dem asiatischen Kriegsschauplatz eingesetzt. Im Juni 1945 versenkte das U-Boot nördlich von Surabaya ein Segelschiff, den japanischen Hilfs-U-Jäger Cha 105 (130 ts) und einen als Flak-Insel genutzten Hulk. Bei dem Schwimmkörper handelte es sich um das gehobene Wrack des niederländischen U-Bootes K-XVIII. Am 1. August 1945 beschoss die Taciturn Landziele auf Bali und versenkte zwei weitere Segelschiffe.
1950–1951 wurde die Taciturn als erstes Boot ihrer Klasse entsprechend dem „Super-T“-Konzept modernisiert. Der Bootskörper wurde stromlinienförmiger gestaltet, die Akkumulatoren vergrößert und ein Schnorchel eingebaut.
Während einer Übung kollidierte die Taciturn am 20. September 1957 vor Brighton mit einem Handelsschiff, erlitt dabei aber keine signifikanten Schäden. Zwischen 1962 und 1966 diente das U-Boot in der australischen Marine und wurde 1964 in den Cockatoo Island Dockyards in Sydney überholt.
Die Taciturn wurde im August 1971 in Briton Ferry (Wales) abgewrackt.

## Kommandanten
- Lt.Cdr. Edward Talbot Stanley (1. November 1944 - 28. Februar 1946)[6]